# K-19
K-19 / KS-19 – pierwszy radziecki okręt podwodny z napędem jądrowym przenoszący pociski balistyczne. K-19 był jednostką prototypową okrętów SSBN projektu 658 (NATO: Hotel I), uzbrojoną w odpalane z powierzchni morza pociski SLBM systemu rakietowego D-2, a w późniejszym czasie D-4. Niska jakość wykonania oraz błędy załogi doprowadziły do serii wypadków jądrowych i morskich zwodowanego 8 kwietnia 1959 roku okrętu. 19 kwietnia 1990 roku został wycofany ze służby, nosząc w marynarce radzieckiej przezwisko „Hiroszima”.

## Konstrukcja i budowa
Decyzja o budowie pierwszego radzieckiego okrętu podwodnego z napędem jądrowym przenoszącego pociski SLBM zapadła 26 sierpnia 1956 roku. Podyktowana była chęcią wyprzedzenia Stanów Zjednoczonych, które w tym samym czasie przygotowywały się do rozpoczęcia programu systemu rakietowego Polaris, będącego odpowiedzią na radziecki rozwój – opartych na okrętach o napędzie diesel-elektrycznym – morskich systemów balistycznych pierwszej generacji. Prace nad projektem powierzono Centralnemu Biuru Konstrukcyjnemu Nr 18 (CKB-18), które pod kierunkiem P.Z. Gołosowskiego rozpoczęło projektowanie okrętu we wrześniu 1956 roku, ukończyło zaś w pierwszym kwartale 1957 roku. Z uwagi na wyznaczony bardzo krótki termin przygotowania okrętu prototypowego, w pracach konstrukcyjnych zrezygnowano z opracowywania projektu wstępnego jednostki. Okręty projektu 658 o wyporności nawodnej 4080 ton i długości 114 metrów miały być wyposażone w system rakietowy D-2 z trzema odpalanymi z powierzchni morza pociskami R-13.

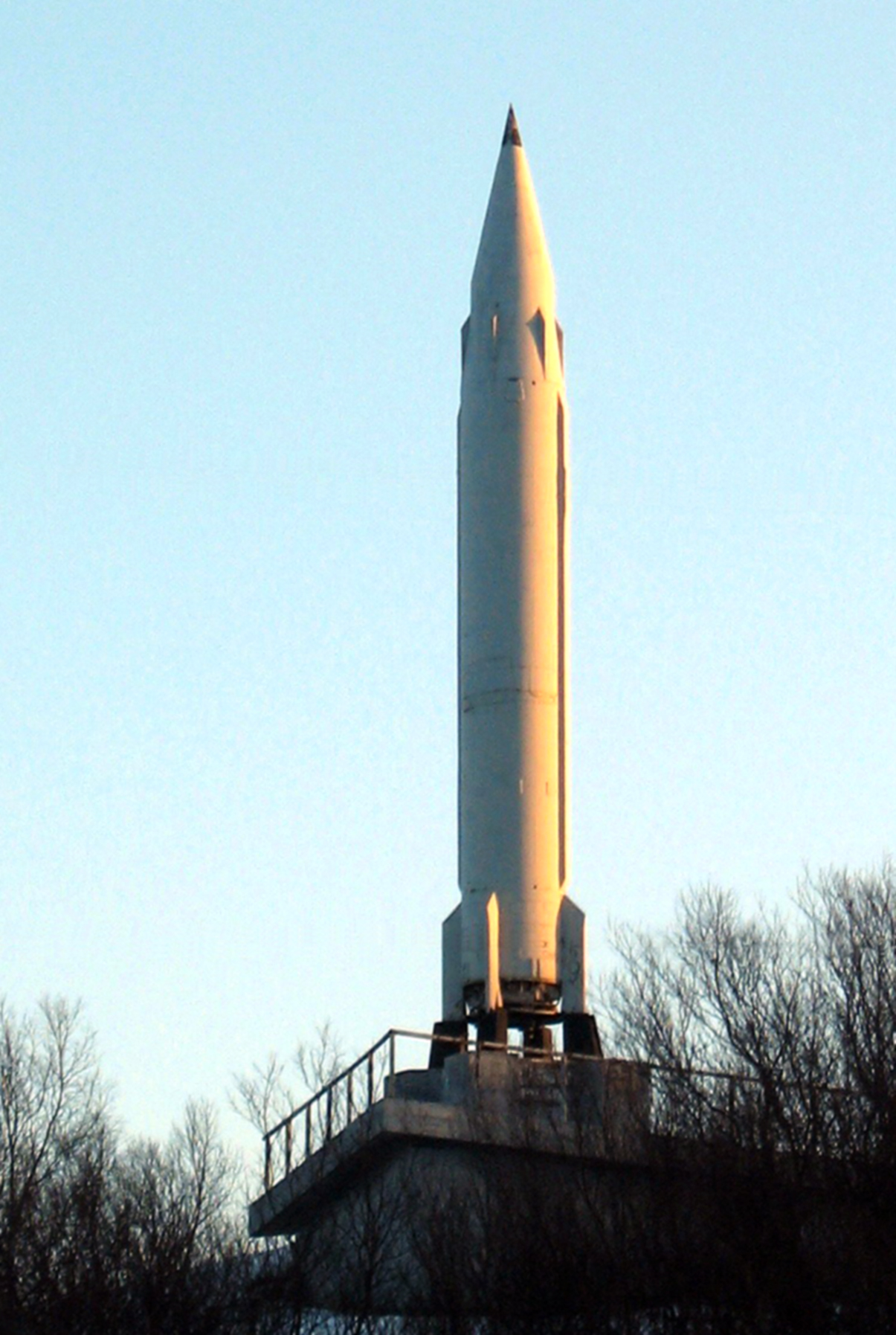
Pocisk SLBM R-13 współcześnie jako pomnik w bazie morskiej w Siewieromorsku

Projekt był podobny do konstrukcji jednostek projektu 629 (NATO: Golf). W celu polepszenia kontroli nad okrętem przy dużej prędkości w zanurzeniu, obok przedziału rakietowego skonstruowanego dla jednostek projektu 629 dodano małe stery głębokości na rufie, ponadto cichszy i bardziej wydajny elektrohydraulicznie sterowany układ sterów oraz niskociśnieniowy zbiornik balastowy systemu ewakuacji okrętu. W odróżnieniu od okrętów projektu 629, energia zapewniana była przez 2 reaktory wodnociśnieniowe WM-A o mocy cieplnej 70 MW każdy, które zapewniały moc wyjściową turbin 35 000 koni mechanicznych. Były to reaktory pierwszej radzieckiej generacji korzystające z paliwa nuklearnego opartego na uranie wzbogaconym do 20 procent zawartości uranu-235. W literaturze przedmiotu brak jest zgodności co do zakresu dopuszczalnych dla okrętu głębokości. Według niektórych poglądów, zanurzenie testowe jednostek projektu 658 wynosiło 300 metrów, podczas gdy inne określają zanurzenie testowe na 240 metrów, 300 metrów miało zaś wynosić dopuszczalne zanurzenie maksymalne.
Okręt prototypowy miał zostać wyposażony w trzy pionowe wyrzutnie wystrzeliwanych w położeniu nawodnym pocisków R-13 o zasięgu 600 km (324 Mm) z jedną głowicą o mocy 1 megatony każdy, umieszczonych w kiosku tuż za mostkiem. Wszystkie pociski mogły być wystrzelone w ciągu 12 minut od wynurzenia okrętu. Jednak z przyczyn konstrukcyjnych okręt i pociski nie były zdolne do odpalenia podwodnego. Oprócz wyrzutni pocisków SLBM okręt wyposażony był w cztery wyrzutnie torpedowe kalibru 533 mm oraz dwie kalibru 400 mm na dziobie, a także dwie wyrzutnie kalibru 400 mm na rufie służące do obrony przed tropiącymi go okrętami ZOP.
Budowę jednostki powierzono zakładowi nr 402 w Siewierodwińsku (współcześnie „Siewmasz”), gdzie 16 października 1958 roku rozpoczęto budowę okrętu. K-19 zwodowano 8 kwietnia 1959 roku, jego budowę ukończono zaś 12 listopada 1960 roku. Od samego początku swojego istnienia okręt uważany był za pechowy, co wzięło swój początek od nieudanego rozbicia butelki szampana podczas wodowania, co w świecie marynarzy uważane jest za zwiastujące przyszłe nieszczęścia.

## Służba operacyjna
Po ukończeniu, wraz z drugą jednostką tego projektu, K-19 został wysłany do bazy Zapadnaja Lica, gdzie 30 kwietnia 1961 roku wszedł do służby we Flocie Północnej i wraz z jednostkami projektu 627A utworzył samodzielną brygadę. Od stycznia 1961 roku brygada ta stanowiła podstawę I Flotylli składającej się z dwóch dywizjonów – 3. tworzonego przez jednostki projektu 627A (NATO: November) oraz 31. złożonego z jednostek projektu 658. 30 grudnia 1963 roku zakończono modernizację okrętu do standardu projektu 658M (NATO: Hotel II) poprzez wymianę systemu rakietowego D-2 na system rakietowy D-4 z pociskami balistycznymi R-21 o większym zasięgu 1400 kilometrów. Instalacja nowego systemu wymagała znacznych zmian konstrukcyjnych okrętu, wynikających z przystosowania systemu D-4 do odpalania pocisków R-21 także spod powierzchni wody. R-21 był pociskiem tzw. mokrego startu, co oznaczało, że przed startem pocisku wyrzutnia musiała być zalana wodą w celu kompensacji nadmiernej wyporności powstającej na skutek opuszczenia przez pocisk wyrzutni, w innym przypadku bowiem mogłoby dojść do utraty kontroli nad głębokością zanurzenia. Taki system startowy wymagał jednak instalacji w jednostkach 658M, w tym na K-19, dodatkowego zbiornika balastowego. Po zakończeniu remontu i modernizacji, K-19 został w marcu 1964 roku przeniesiony wraz z całym 31. Dywizjonem do bazy Jagielnaja w Gadżijewie w celu połączenia z 12. Eskadrą, która została później przemianowana na 3. Flotyllę Jądrowych Okrętów Podwodnych Floty Północnej.

### Wypadki
K-19 był jednym z najbardziej pechowych okrętów podwodnych w globalnej historii marynarek wojennych bądź też jednym z najgorzej zbudowanych. Jak opisał ten i inne okręty projektu 658 Sergiej Kowaljow, główny konstruktor CKB-18: „To była prawdziwa katastrofa – generatory pary i kondensatory przeciekały i militarna użyteczność tych okrętów była wątpliwa”.
Było to spowodowane w dużej mierze zbyt pośpiesznie przeprowadzanym programem konstrukcyjnym, lecz przede wszystkim niskimi kwalifikacjami pracowników budującej okręt stoczni w Siewierodwińsku oraz innych zakładów w całym ZSRR produkujących komponenty okrętu, a także brakiem kontroli jakości. Przyczyną późniejszych wypadków były także błędy załogi okrętu

#### Awarie jądrowe
Pierwszy wypadek jądrowy w K-19 miał miejsce w lutym 1961 roku, kiedy z powodu utraty ciśnienia wody w pierwotnym obiegu reaktora okręt nie zdołał opuścić portu. Latem tego samego roku miał miejsce drugi wypadek. Okręt odbywał swój pierwszy patrol bojowy na południe od Grenlandii, gdy 4 lipca 1961 roku na głębokości 200 metrów z powodu nieszczelności doszło do dużego wycieku z pierwotnego obiegu chłodzenia lewoburtowego reaktora. Ciśnienie chłodziwa w obiegu pierwotnym wynosiło 200 atm, jego temperatura zaś 300 °C. Kiedy na skutek przecieku ciśnienie w reaktorze spadło, chłodziwo zaczęło wrzeć. Reaktor samoczynnie się wyłączył, jednakże na skutek przecieku w pomieszczeniu reaktora wytworzyła się duża ilość skażonej radioaktywnie pary wodnej, a temperatura w przedziale reaktora osiągnęła 140 °C. Promieniowanie w pomieszczeniu kontrolnym wzrosło do 50 R/h. Aby uniknąć stopienia rdzenia reaktora, którego paliwo osiągnęło temperaturę 800 °C, w ciągu paru godzin marynarze zbudowali i uruchomili prowizoryczny układ chłodzenia wykorzystujący zgromadzoną w okręcie wodę pitną, pracując w normalnie niedostępnej – zamkniętej przestrzeni reaktora na zmiany trwające 5–10 minut. Jedną z możliwych przyczyn przecieku było omyłkowe poddanie układu chłodzenia działaniu ciśnienia 400 atm – dwukrotnie przewyższającego dopuszczalne normy – w czasie poprodukcyjnych testów okrętu, co mogło uszkodzić lub osłabić system obiegu pierwotnego. Według oficjalnego wyjaśnienia przyczyną awarii były niedociągnięcia w pracy spawalniczej w trakcie budowy okrętu. Odkryto, że podczas instalacji przewodów głównego systemu chłodzenia spawacz nie pokrył azbestem powierzchni odkrytych rur (wymaganego do ochrony przewodów przed przypadkowym narażeniem na iskry spawalnicze) z powodu niedostępności miejsca pracy. Kropla z elektrody spawalniczej spadająca na nieochronioną powierzchnię spowodowała niewidzialne pęknięcie. Ono podlegało długiemu i intensywnemu ciśnieniu (ponad 200 atmosfer), narażając integralność przewodu i w końcu powodując jego przedziurawienie.
K-19 spotkał się w morzu z inną jednostką radziecką – diesel-elektrycznym okrętem podwodnym S-270, na który ewakuowano załogę, po czym jednostkę odholowano do bazy w Polarnym. Wskutek awarii wytworzona z przecieku skażona para wodna, w różnym stopniu skaziła cały okręt. Po powrocie do Związku Radzieckiego, K-19 został odkażony, a sekcja reaktora wymieniona w stoczni w Siewierodwińsku. Odcięta sekcja uszkodzonego reaktora, została natomiast wrzucona do Morza Karskiego. Radzieckie dowództwo postanowiło także wykorzystać nadarzającą się okazję na sprawdzenie wpływu promieniowania i skażenia radioaktywnego na elementy pocisków balistycznych i ich paliwo rakietowe. Obecne w trakcie wypadku w wyrzutniach K-19 trzy pociski R-13 „po dwóch miesiącach wentylacji okrętu” zostały wydobyte, a następnie zainstalowane w okręcie podwodnym o napędzie diesel-elektrycznym i z sukcesem wystrzelone.
W wyniku napromieniowania oraz następstw choroby popromiennej ze 139 obecnych na pokładzie członków załogi 8 marynarzy uczestniczących bezpośrednio w czynnościach ratunkowych rdzenia reaktora zmarło w ciągu tygodnia od wypadku, a 14 kolejnych w ciągu kilku następnych lat. Wymiana całej sekcji z przedziałem reaktora nie poprawiła reputacji okrętu, który po dwóch wypadkach jądrowych i śmierci ponad dwudziestu ludzi zyskał we flocie radzieckiej miano „Hiroszimy”.

#### Kolizja z USS „Gato”
Według niektórych źródeł w latach 1968–1969 K-19 przeszedł w Siewierodwińsku remont, podczas którego system D-4 został wymieniony na nowy system rakietowy D-9 z pociskami podwodnego startu RSM-40 (R-29) – pierwszymi radzieckimi pociskami SLBM o zasięgu międzykontynentalnym, sięgającym 7800 km, pierwszymi też radzieckimi pociskami SLBM wyposażonymi w środki wspomagania przenikania przez obronę antyrakietową. Informacje o wyposażeniu K-19 w system D-9 w roku 1969 wydają się jednak wątpliwe, bowiem pociski R-29 dopiero w marcu 1969 roku rozpoczęły trwające do grudnia 1971 roku starty testowe z wyrzutni lądowych. Brak jest także potwierdzenia informacji o przezbrojeniu K-19 w system D-9 w większości źródeł, zwłaszcza radzieckich i rosyjskich. Co więcej, brak jest także potwierdzenia w źródłach rosyjskich informacji, że K-19 był remontowany w latach 1968–1969, kiedy to według źródeł zachodnich miało dojść do modernizacji.
K-19 powrócił do służby operacyjnej po domniemanym remoncie w październiku 1969 roku. Podczas swojego pierwszego patrolu po opuszczeniu Siewierodwińska, 15 listopada 1969 roku K-19 zderzył się na Morzu Barentsa ze śledzącym go amerykańskim okrętem myśliwskim USS „Gato”. Żadnemu z okrętów nie groziło zatonięcie, jednak obie jednostki odniosły uszkodzenia. Radzieckie okręty podwodne zaczęły być śledzone przez jednostki NATO, kiedy tylko radziecka flota podwodna wkroczyła na drogę intensywnego rozwoju i z floty przybrzeżnej, stała się prawdziwą flotą oceaniczną. Wprawdzie już przed II wojną światową – w sierpniu 1939 roku – Związek Radziecki dysponował flotą podwodną przewyższającą liczebnie floty podwodne USA i III Rzeszy razem wzięte, jednakże mimo dysponowania okrętami zdolnymi do prowadzenia operacji oceanicznych, flota radziecka prowadziła swoje operacje głównie przy macierzystych brzegach. Sytuację zmienił po wojnie program intensywnego rozwoju marynarki wojennej ZSRR Józefa Stalina, a zwłaszcza admirała Siergieja Gorszkowa, który w 1956 roku objął najwyższe wojskowe dowództwo radzieckiej floty i w szybkim czasie zamienił ją z floty przybrzeżnej na flotę oceaniczną w pełnym tego słowa znaczeniu. Spowodowało to, że dla zachodnich okrętów podwodnych śledzenie radzieckich jednostek tej klasy stało się najważniejszym zadaniem. Wprowadzenie w latach 50. XX wieku okrętów podwodnych przenoszących pociski balistyczne spowodowało, że to wyzwanie stało się jeszcze ważniejsze. Jedyną bowiem realną obroną przed atakiem jądrowym z ich strony było zatopienie radzieckich okrętów, zanim te zdążą wystrzelić swoje pociski. W tym celu, floty państw zachodnich przyjęły, że każdy radziecki podwodny okręt rakietowy powinien być w miarę możliwości śledzony od chwili wypłynięcia ze swojej bazy. Tak też było w listopadzie 1969 roku, kiedy uczestniczący w operacji Holystone – której częścią było monitorowanie aktywności radzieckich okrętów podwodnych – USS „Gato”, wykrył i śledził K-19.

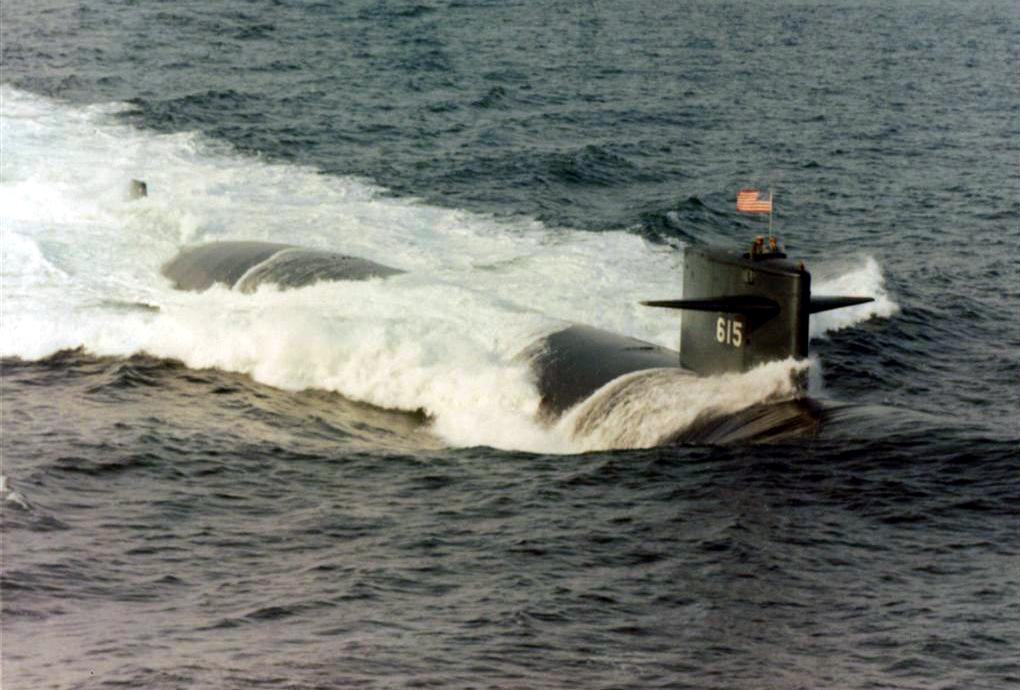
USS „Gato” typu Thresher

Śledzenie wrogich (bądź potencjalnie wrogich) okrętów podwodnych jest o tyle trudnym zadaniem, iż okręt śledzący nie powinien zostać samemu wykrytym. W związku z faktem, iż ruch w wodzie wywołuje wykrywalny hałas, śledzenie odbywa się zawsze przy niewielkich prędkościach. Również jednak okręt, który ma być śledzony stara się uniknąć wykrycia, płynąc głęboko i jak najwolniej. W konsekwencji, po wykryciu potencjalnego przeciwnika okręt śledzący często płynie ekstremalnie blisko cicho płynącego okrętu śledzonego – często dzieli go od niego odległość mniejsza niż długość okrętu przeciwnika. Powoduje to, oczywiste przy tak niewielkich odległościach, ryzyko zderzenia dwóch ogromnych manewrujących mas o wypornościach rzędu kilku do kilkudziesięciu tysięcy ton. Okręt śledzący stara się zwykle pozostawać w jednej linii za rufą okrętu śledzonego, gdzie z uwagi na zaburzenia wody powodowane pracą pędnika i generowany przez to hałas, jego sensory akustyczne są najmniej efektywne. Dowódcy okrętów podwodnych mają zwyczaj dokonywania okresowych zmian kursów w celu zmiany azymutu ruchu okrętu, w zamiarze nasłuchu przestrzeni za swoim okrętem za pomocą bocznych, burtowych sonarów pasywnych. Radzieccy dowódcy manewr ten zradykalizowali, wykonując nieregularne manewry pod ekstremalnymi kątami, nawet do 360°. Ów radykalny radziecki manewr stał się znany pod nadaną mu przez marynarzy amerykańskich nazwą „Crazy Ivan”. W przypadku zaskoczenia okrętu śledzącego tym manewrem, jednostka śledząca może nie tylko zostać wykryta, lecz powstaje także wysokie ryzyko jej kolizji z nagle powiększającym swój przekrój – na skutek obrotu – okrętem śledzonym. Taka właśnie sytuacja być może zdarzyła się 15 listopada 1969 roku, między K-19 i USS „Gato”. Wszystko co jednak na pewno wiadomo, to jedynie fakt zajścia kolizji. Z publicznie znanej perspektywy amerykańskiej, radziecki okręt prześliznął się po kadłubie „Gato” i obsunął się na bok. USS „Gato” nie odniósł większych uszkodzeń, poza obdrapaną farbą i kilkoma zerwanymi płytkami poszycia. Po stronie sowieckiej, uszkodzenia były poważniejsze. Zmiażdżona została umieszczona pod dziobem kopuła sonaru, skrzywieniu uległy też zewnętrzne pokrywy czterech wyrzutni torpedowych, skutkiem czego wyrzutnie zostały zablokowane. Kolizja K-19 i „Gato” jest jednak rzadkim w historii przypadkiem, kiedy obaj uczestnicy kolizji przedstawili swoją wersję wydarzeń. W ich świetle wydaje się, że „Crazy Ivan” nie miał miejsca.
15 listopada około godziny 21 operator sonaru amerykańskiego okrętu pierwszy wykrył radziecką jednostkę, która po wyjściu z Siewierodwińska zdążała z Morza Białego na Morze Barentsa. Amerykański sonarzysta źle jednak ocenił prędkość radzieckiego okrętu, uznając, że ten płynie szybciej niż w rzeczywistości płynął. W rezultacie tego błędnego szacunku „Gato” wyprzedzał K-19, zamiast utrzymywać pozycję śledzenia za nim. Amerykański okręt zaczął zbliżać się do K-19 po jego lewej stronie, jednak z uwagi na wcześniejszą złą ocenę prędkości okrętu rakietowego sonarzysta „Gato” źle oszacował także aktualną pozycję swego okrętu względem jednostki radzieckiej. Sądząc, że „cel” znajduje się przed nim, wziął zmieniający się na skutek wyprzedzania radzieckiej jednostki akustyczny namiar na K-19 jako dowód na to, że sowiecka jednostka skręca w prawo. Chcąc uniknąć zderzenia z wykonującym domniemany manewr „Crazy Ivana” na sterburtę radzieckim okrętem, „Gato” wykonał gwałtowny zwrot w tę samą stronę. Ponieważ radziecki okręt płynął stałym kursem, a „Gato” był w tym momencie już częściowo przed okrętem rakietowym – wykonując ostry zwrot w prawo, faktycznie wpłynął przed jego dziób.
Żaden okręt nie odniósł w rezultacie kolizji uszkodzeń zagrażających istnieniu jednostki, gdyż zarówno „Gato”, jak i K-19 płynęły z relatywnie niewielką prędkością. K-19 uderzył w sekcję reaktora „Gato”, gdzie kadłub jest najmocniejszy, toteż uderzenie nie wywołało poważnych uszkodzeń okrętu kraju NATO. Radziecki dowódca, który aż do momentu kolizji nie był świadomy obecności amerykańskiej jednostki, nawet po zderzeniu nie wiedział początkowo, w co uderzył. Dopiero po uruchomieniu swojej echosondy (aktywnego sonaru służącego do pomiaru głębokości) i ustaleniu w ten sposób, że pod okrętem nie znajdują się żadne stałe obiekty, zdał sobie sprawę z tego, że jego okręt musiał zderzyć się z amerykańskim okrętem podwodnym. Dowódca radzieckiego okrętu wydał rozkaz natychmiastowego wynurzenia i drogą radiową zaczął wzywać pomocy, tymczasem USS „Gato” tak szybko, jak to było możliwe, opuścił rejon zdarzenia, wciąż pozostając w zanurzeniu. Bazując na raportach kapitana radzieckiej jednostki, sowieckie dowództwo uznało, że okręt typu Thresher mógł zatonąć w wyniku kolizji, i przez pewien czas flota radziecka szukała wraku „Gato” na dnie Morza Barentsa. Wkrótce jednak dowództwo Floty Północnej doszło do słusznego wniosku, że amerykański okręt ocalał i bezpiecznie wycofał się z rejonu zagrożenia.

#### Pożar na Atlantyku

Rzut boczny okrętu projektu 658

24 lutego 1972 roku na pokładzie powracającego z patrolu bojowego okrętu miał miejsce poważny pożar. Okręt płynął wówczas na głębokości 120 metrów, 1300 km na północny wschód od Nowej Fundlandii. Mimo pożarów w sekcjach 5, 8 i 9, okręt zdołał wynurzyć się na powierzchnię. Utrudniane przez silny sztorm wysiłki zmierzające do uratowania okrętu zajęły 40 dni, w operacji ratunkowej uczestniczyło zaś ponad 30 okrętów. Pożar został w końcu ugaszony, jednak wypadek kosztował życie 28 członków załogi K-19 (32 według niektórych źródeł). Holowanie jednostki przez Atlantyk do Półwyspu Kolskiego trwało 23 dni. Przez cały czas sprowadzania okrętu do portu 12 członków załogi było uwięzionych w ciemności jednego z przedziałów, żywiąc się jedynie zimnymi racjami. Początkowo jedynym dostępnym dla nich napojem był odciągany z torped alkohol. W późniejszym czasie udało się dostarczać uwięzionym członkom załogi żywność i wodę przez otwór w kadłubie. Wypadek nie spowodował emisji radioaktywnej.
Po przeprowadzeniu dochodzenia w sprawie przyczyn pożaru rząd ZSRR zdecydował się użyć K-19 do testu sprawności mobilizacyjnej radzieckiego przemysłu stoczniowego w celu sprawdzenia zdolności radzieckich stoczni do naprawy okrętu w krótkim czasie. 15 czerwca 1972 roku okręt został odholowany do stoczni remontowej Zwiezdoczka w Siewierodwińsku, gdzie pracownicy zostali zmobilizowani do pracy z maksymalnym wysiłkiem, co zaowocowało powrotem okrętu do służby 5 listopada tego samego roku. Ocalali z feralnego rejsu członkowie załogi K-19 zostali po remoncie skierowani na ten sam okręt, co – jak uważało radzieckie dowództwo – miało podnieść ich „morale oraz dobre samopoczucie psychiczne”.
Seria problemów technicznych i nieszczęśliwych wypadków na okręcie, pociągająca za sobą śmierć więcej niż 50 osób na skutek wszystkich wypadków, nie przeszkodziła K-19 w pełnieniu służby. Okręt ten pozostawał pierwszym i jednym z najdłuższej służących w marynarce radzieckiej okrętem swojego typu. Między 22 listopada 1975 a 30 listopada 1979 roku okręt przeszedł remont i modernizację w stoczni remontowej SRZ-10 w Polarnym, podczas której został zmodyfikowany do projektu 658S celem prowadzenia działalności operacyjnej jako stacja przekaźnikowa łączności. W związku ze zmianą dotychczasowej roli 26 lipca 1979 roku przeklasyfikowano go i zmieniono mu alfanumeryczną nazwę z K-19 na KS-19. 19 kwietnia 1990 roku został oficjalnie wycofany ze służby, a po kilkunastu latach ostatecznie zutylizowany w stoczni marynarki nr 85 Nerpa.

## K-19 w rzeczywistości radzieckiej marynarki wojennej
Dwa wypadki jądrowe K-19 oraz dwa nienuklearne wypadki tego okrętu były jednymi z wielu poważnych incydentów w radzieckiej, a następnie rosyjskiej flocie podwodnej. Tylko w grupie wypadków jądrowych publicznie znanych jest co najmniej 110 wypadków radzieckiej floty podwodnej zarówno tych pociągających za sobą utratę okrętów oraz śmierć członków załóg, jak i tych o mniej tragicznych następstwach. Jakkolwiek we wczesnym okresie rozwoju napędu nuklearnego dla jednostek pływających konstruktorzy radzieccy byli niezwykle innowacyjni – przewyższając nawet w tym zakresie swoich amerykańskich konkurentów, działo się to często kosztem obniżenia poziomu zabezpieczeń i bezpieczeństwa urządzeń nuklearnych. Jak stwierdził adm. Hyman Rickover, szef amerykańskiego programu napędu jądrowego, po wizycie w Leningradzie na pokładzie atomowego lodołamacza „Lenin” – gdzie miał okazję przyjrzeć się radzieckiej siłowni jądrowej, „w ich konstrukcji widoczna jest dominacja fizyków nad inżynierami”. Miało to bezpośrednie przełożenie na bezpieczeństwo używania każdego urządzenia.
Dodatkowo plagą całych radzieckich sił zbrojnych była słaba jakość używanych do produkcji broni materiałów oraz bardzo niska jakość wykonania, co w zakresie bezpieczeństwa okrętów podwodnych miało krytyczne znaczenie. Tak pod względem bezpieczeństwa okrętów oraz ich załóg, jak i z punktu widzenia ich własności taktyczno-operacyjnych. Zauważył to nawet radziecki przywódca Nikita Chruszczow: „Od kiedy oni [Stany Zjednoczone] zorganizowali produkcję masową, pracują, nie produkując wybrakowanych części. Co nas powstrzymuje przed robieniem tak samo?”.
Szereg więc czynników wpływało na wysoką awaryjność okrętów, często były to także specyficzne cechy radzieckiej rzeczywistości. Błyskawiczny rozwój radzieckiej marynarki wojennej w latach 50. XX wieku wywołał bardzo duże zapotrzebowanie na wysokiej klasy specjalistów w służbie wojskowej. Tymczasem najwyżsi oficerowie marynarki preferowali ilość w sile ludzkiej ponad jakość. Częste w marynarce radzieckiej były przypadki wymyślania danych, fałszowania raportów, zatajania istotnych faktów technicznych, czy nawet awarii – jak w przypadku dowódcy K-19 kapitana Mikołaja Władymirowicza Zatajewa, który zataił wspomniany wcześniej fakt skoku ciśnienia w obiegu pierwotnym reaktora K-19 do 400 atm, skutkiem czego okręt wyszedł na feralny patrol z osłabionym lub uszkodzonym systemem obiegu chłodziwa – zamiast przejawiania własnej inicjatywy ujawniania oraz korygowania wad i niedociągnięć.
Jak napisał historyk dr Gary E. Weir, który prowadził badania nad życiem załóg radzieckich okrętów podwodnych badał rosyjskie archiwa oraz przeprowadził wiele rozmów z członkami ich załóg:

Śmierć była codzienna wśród załóg radzieckich okrętów podwodnych, a morze zabrało wielu z nich. Radzieccy liderzy ustawicznie podejmowali polityczne i technologiczne ryzyko starań o dorównanie Stanom Zjednoczonym, podczas gdy załogi radzieckich okrętów podwodnych i ich rodziny często drogo płaciły za taką nieprzemyślaną grę.

## W kulturze
- K-19 The Widowmaker – film z 2002 r. na podstawie historii awarii jądrowej 4 lipca 1961 roku z Harrisonem Fordem w roli głównej[2].